# Hercostomus anomalipennis
Hercostomus anomalipennis är en tvåvingeart som beskrevs av Stackelberg 1933. Hercostomus anomalipennis ingår i släktet Hercostomus och familjen styltflugor. Inga underarter finns listade i Catalogue of Life.